# Port lotniczy Ouesso
Port lotniczy Ouesso – port lotniczy położony w Ouesso, w Republice Konga. Jest to piąty co do wielkości port lotniczy tego kraju.

## Kierunki lotów i linie lotnicze
| Linia Lotnicza         | Kierunek       |
| ---------------------- | -------------- |
| Canadian Airways Congo | 1. Brazzaville |